# Landbouwkrediet/Saison 2011
Dieser Artikel listet Erfolge und Mannschaft des Radsportteams Landbouwkrediet in der Saison 2011 auf.

## Erfolge in der UCI Europe Tour
| Datum      | Rennen                                       | Kat. | Fahrer              |
| ---------- | -------------------------------------------- | ---- | ------------------- |
| 5. März    | De Vlaamse Pijl                              | 1.2  | Frédéric Amorison   |
| 13. März   | Omloop van het Waasland                      | 1.2  | Aidis Kruopis       |
| 7. April   | Grand Prix Pino Cerami                       | 1.1  | Bert Scheirlinckx   |
| 1. Mai     | Grote 1-Mei Prijs                            | 1.2  | Aidis Kruopis       |
| 13. Mai    | 1. Etappe Tour de Picardie                   | 2.1  | Egidijus Juodvalkis |
| 27. Mai    | 3. Etappe Belgien-Rundfahrt                  | 2.HC | Aidis Kruopis       |
| 29. Juni   | Internationale Wielertrofee Jong Maar Moedig | 1.2  | Bert Scheirlinckx   |
| 4. August  | 2. Etappe Paris–Corrèze                      | 2.1  | Bert De Waele       |
| 28. August | Schaal Sels                                  | 1.1  | Aidis Kruopis       |

## Erfolge im Cyclocross 2010/2011
| Datum         | Rennen                                                        | Fahrer   |
| ------------- | ------------------------------------------------------------- | -------- |
| 19. September | Steenbergcross, Erpe-Mere                                     | Sven Nys |
| 26. September | Grote Prijs Neerpelt Wisseltrofee Eric Vanderaerden, Neerpelt | Sven Nys |
| 1. November   | GvA Trofee - Koppenbergcross, Oudenaarde                      | Sven Nys |
| 11. November  | Jaarmarktcross Niel, Niel                                     | Sven Nys |
| 14. November  | Superprestige Hamme-Zogge, Hamme-Zogge                        | Sven Nys |
| 21. November  | Superprestige Gavere, Gavere                                  | Sven Nys |
| 6. Dezember   | Asteasuko Ziklo-Krossa, Asteasu                               | Sven Nys |
| 11. Dezember  | GvA Trofee - Grote Prijs Rouwmoer, Essen                      | Sven Nys |
| 12. Dezember  | Vlaamse Druivenveldrit, Overijse                              | Sven Nys |
| 1. Januar     | GvA Trofee - Grote Prijs Sven Nys, Baal                       | Sven Nys |
| 2. Februar    | Parkcross Maldegem, Maldegem                                  | Sven Nys |
| 6. Februar    | Superprestige Hoogstraten, Hoogstraten                        | Sven Nys |

## Zugänge – Abgänge
| Zugänge                          | Team 2010                           | Abgänge             | Team 2011                          |
| -------------------------------- | ----------------------------------- | ------------------- | ---------------------------------- |
| Reinier Honig                    | Acqua & Sapone-D’Angelo & Antenucci | David Boucher       | Quick Step                         |
| Bobbie Traksel                   | Vacansoleil                         | Steven Caethoven    | Veranda’s Willems-Accent           |
| Edwig Cammaerts                  | Lotto-Bodysol                       | Jonathan Bertrand   | Wallonie Bruxelles-Crédit Agricole |
| Egidijus Juodvalkis              | Palmans-Cras                        | Mathieu Drouilly    | WIT                                |
| Aidis Kruopis                    | Palmans-Cras                        | Martial Ricci-Poggi | WIT                                |
| Jonathan Breyne                  | Qin Cycling Team                    | Kevin Neirynck      | Unbekannt                          |
| Matti Helminen                   | PWC-Alliplast                       | Tom Van Den Haute   | Unbekannt                          |
| Joeri Stallaert                  | Neoprofi                            |                     |                                    |
| Sven Vanthourenhout (ab 1. März) | Sunweb-Revor                        |                     |                                    |
| Vincent Baestaens (ab 1. Mai)    | Team KDL Trans-Your Mover           |                     |                                    |

## Mannschaft
| Name                | Geburtstag         | Nationalität |              |
| ------------------- | ------------------ | ------------ | ------------ |
| Frédéric Amorison   | 16. Februar 1978   | Belgien      |              |
| Vincent Baestaens   | 18. Juni 1989      | Belgien      |              |
| Koen Barbé          | 20. Januar 1981    | Belgien      |              |
| Dirk Bellemakers    | 19. Januar 1984    | Niederlande  |              |
| Jonathan Breyne     | 4. Januar 1991     | Belgien      |              |
| Edwig Cammaerts     | 17. Juli 1987      | Belgien      |              |
| Davy Commeyne       | 14. Mai 1980       | Belgien      |              |
| Bert De Waele       | 21. Juli 1975      | Belgien      |              |
| Hans Dekkers        | 7. August 1981     | Niederlande  |              |
| Sébastien Delfosse  | 29. November 1982  | Belgien      |              |
| Bart Dockx          | 2. September 1981  | Belgien      |              |
| Benjamin Gourgue    | 9. März 1986       | Belgien      |              |
| Matti Helminen      | 14. August 1975    | Finnland     |              |
| Reinier Honig       | 28. Oktober 1983   | Niederlande  |              |
| Egidijus Juodvalkis | 8. April 1988      | Litauen      |              |
| Aidis Kruopis       | 26. Oktober 1986   | Litauen      |              |
| Sven Nys            | 17. Juni 1976      | Belgien      |              |
| Kevin Peeters       | 5. Februar 1987    | Belgien      |              |
| Baptiste Planckaert | 28. September 1988 | Belgien      |              |
| Bert Scheirlinckx   | 1. November 1974   | Belgien      |              |
| Joeri Stallaert     | 25. Januar 1991    | Belgien      |              |
| Bobbie Traksel      | 3. November 1981   | Niederlande  |              |
| Sven Vanthourenhout | 14. Januar 1981    | Belgien      |              |
| Geert Verheyen      | 10. März 1973      | Belgien      |              |
| Stagiaires          | Stagiaires         | Nationalität | Nationalität |
| Grégory Barteau     | Grégory Barteau    | Belgien      |              |

## Platzierungen in UCI-Ranglisten
UCI Asia Tour 2011
|      | Fahrer              | Punkte |
| ---- | ------------------- | ------ |
| 256. | Baptiste Planckaert | 7      |
| 275. | Joeri Stallaert     | 6      |
| 283. | Davy Commeyne       | 5      |

UCI Europe Tour 2011
|       | Fahrer              | Punkte |
| ----- | ------------------- | ------ |
| 10.   | Aidis Kruopis       | 370    |
| 32.   | Bert De Waele       | 228    |
| 55.   | Bert Scheirlinckx   | 181    |
| 93.   | Davy Commeyne       | 134    |
| 174.  | Joeri Stallaert     | 89     |
| 174.  | Frédéric Amorison   | 89     |
| 179.  | Edwig Cammaerts     | 88     |
| 255.  | Kevin Peeters       | 61     |
| 305.  | Egidijus Juodvalkis | 52     |
| 325.  | Reinier Honig       | 48     |
| 530.  | Koen Barbé          | 27     |
| 878.  | Dirk Bellemakers    | 8      |
| 878.  | Baptiste Planckaert | 8      |
| 963.  | Matti Helminen      | 7      |
| 963.  | Bobbie Traksel      | 7      |
| 987.  | Hans Dekkers        | 6      |
| 1139. | Sébastien Delfosse  | 3      |
| 1212. | Sven Vanthourenhout | 2      |